# God Bless the U.S.A. Bible
God Bless the U.S.A. Bible, även känd som Trump-bibeln, är en utgåva av King James Bible av den kristna bibeln som innehåller ytterligare innehåll som specifikt rör USA. Samlingen skapades av countrymusikens singer-songwriter Lee Greenwood och publicerades första gången 2021. Bibelversionen har också marknadsförts av Donald Trump under dennes presidentkampanj 2024.

## Historik
I maj 2021, för att fira 20-årsdagen av attacken mot World Trade Center i New York 2001, publicerade Greenwood en "God Bless the US"-utgåva av Bibeln. En utgåva som har den amerikanska flaggan på läderpärmen och innehåller texterna till självständighetsförklaringen, konstitutionen före ändringarna, Bill of Rights, Amerikanska trohetseden och refrängen i Greenwoods sång "God Bless the USA" i Greenwoods handstil.